# Martin Hejlsberg
Martin Hejlsberg (Århus, 26 de julio de 1963) es un deportista danés que compitió en vela en la clase Star. Ganó dos medallas en el Campeonato Europeo de Star, oro en 1994 y bronce en 1995.

## Palmarés internacional
| \| Campeonato Europeo \| Campeonato Europeo \| Campeonato Europeo \| Campeonato Europeo \| \| Año \| Lugar \| Medalla \| Clase \| \| ------------------ \| ---------------------- \| ------------------ \| ------------------ \| \| 1994 \| Porto Rotondo (Italia) \| Medalla de oro \| Star \| \| 1995 \| Cascaes (Portugal) \| Medalla de bronce \| Star \| |                        |                   |       |
| Campeonato Europeo |                        |                   |       |
| Año | Lugar                  | Medalla           | Clase |
| 1994 | Porto Rotondo (Italia) | Medalla de oro    | Star  |
| 1995 | Cascaes (Portugal)     | Medalla de bronce | Star  |